# Rafael Sánchez Ferlosio
Rafael Sánchez Ferlosio (Roma, 4 dicembre 1927 – Madrid, 1º aprile 2019) è stato uno scrittore, saggista e linguista spagnolo considerato tra i maggiori esponenti della letteratura spagnola, in particolare del realismo sociale del secondo dopoguerra.
Noto al pubblico principalmente per i romanzi El Jarama (1956) e Imprese e vagabondaggi di Alfanhuì (1951), Ferlosio si contraddistingue nel quadro spagnolo contemporaneo per la sua vasta e diversificata attività. Durante la sua carriera ha vinto numerosi premi, tra cui il Premio Cervantes nel 2004 e il Premio Nacional de las Letras Españolas nel 2009.

## Biografia

### Vita
Figlio del politico e scrittore Rafael Sánchez Mazas e dell'italiana Liliana Ferlosio, Rafael Sánchez Ferlosio nasce a Roma nel dicembre del 1927, nella città in cui il padre lavorava come corrispondente e cronista per il quotidiano spagnolo ABC. Rafael ha altri tre fratelli, due dei quali diventeranno, come lui, personaggi noti: uno è il filosofo e matematico Miguel Sánchez-Mazas Ferlosio, e l'altro il poeta e cantautore Chicho Sánchez Ferlosio.
Durante la guerra civile spagnola Rafael rimane in Italia con la famiglia, per poi trasferirsi in Spagna e studiare presso il collegio gesuita di San José di Villafranca de los Barros, con l'intenzione di iscriversi alla scuola di architettura. Poco dopo, però, abbandona questo campo di studi per seguire Filologia e Semiotica presso la facoltà di Filosofia dell'Università Complutense di Madrid, dove consegue il dottorato.
Durante il periodo universitario entra in contatto con un gruppo di giovani scrittori, uniti dall'amicizia e dall'interesse per l'attualità, che si affermeranno nel panorama letterario spagnolo nella seconda metà del '900. Si tratta della cosiddetta generazione del '50, di cui fanno parte, fra gli altri, Ignacio Aldecoa, Jesús Fernández Santos e Carmen Martín Gaite.
Dopo essersi separato dalla scrittrice Carmen Martín Gaite, con la quale ha una figlia, Marta, deceduta nel 1982, si sposa con Demetria Chamorro.

### Carriera
Rafael Sánchez Ferlosio inizia la sua carriera letteraria a cavallo tra gli anni Quaranta e Cinquanta, pubblicando diversi racconti in riviste spagnole del tempo. Coadiuvato dai suoi amici universitari Ignacio Adelcoa e Alfonso Sastre, diventa direttore della Revista Española fondata nel 1953. Nonostante questa esperienza non abbia avuto lunga vita, molti autori in quel momento poco noti ebbero modo di farsi conoscere attraverso la rivista; lo stesso Sánchez Ferlosio vi pubblicò due testi e la traduzione di Totò, il buono di Cesare Zavattini. In questi stessi anni si avvicina al mondo del cinema studiando, anche se per poco tempo, alla Scuola di Cinematografia.
Nel 1951 inaugura definitivamente la sua carriera pubblicando il racconto Imprese e vagabondaggi di Alfanhuì, ma solo con il romanzo El Jarama riuscirà a raggiungere fama e riconoscimento a livello internazionale, vincendo il Premio Nadal nel 1955 e il Premio de la Crítica nel 1957.
Con la pubblicazione di questo romanzo inizia un lungo percorso di ricerca sulla grammatica che durerà circa quindici anni. Durante questa fase della sua carriera Ferlosio mette momentaneamente da parte la scrittura di romanzi e intraprende l'attività di saggista e giornalista pubblicando numerosi articoli su giornali e riviste. È molto apprezzato e conosciuto dal pubblico come scrittore, mentre la sua attività di saggista è ancora poco studiata.
Noto per essere uno scrittore scontroso e stravagante, Sanchez Ferlosio cita tra gli autori che più lo hanno influenzato Karl Bühler, Max Weber, T. W. Adorno e Kafka. È inoltre conosciuto per la sua visione critica dei temi sociali, uno su tutti il tema dei conflitti armati, contro il quale si è schierato pubblicamente in occasione della guerra del Golfo e delle guerre in Iraq.

## Produzione letteraria

### Romanzi

#### Imprese e vagabondaggi di Alfanhuí(1951)
Sánchez Ferlosio pubblica nel 1951 il suo primo romanzo Imprese e vagabondaggi di Alfanhuí: si tratta del primo scritto nel panorama della narrativa spagnola del XX secolo che apre le porte al cosiddetto "oggettivismo puro".
Il libro, pubblicato durante gli anni più difficili del franchismo, narra i curiosi esperimenti e il vagabondare spensierato del bambino Alfanhuì per le terre della Castiglia: nel corso delle sue tappe il protagonista si arricchisce culturalmente incontrando numerosi personaggi, reali e immaginari. La narrazione è un misto di fiaba, avventura e narrativa di fantascienza. L'autore riprende con quest'opera le antiche tradizioni del romanzo picaresco, unendole alle suggestioni del surrealismo, o realismo magico. Abbandonando i canoni del neorealismo, si svincola completamente dai caratteri delle correnti letterarie del post-guerra. Quest'opera ottenne uno scarso successo, anche a causa del contesto culturale durante il quale venne pubblicata: la generazione di cui fa parte Ferlosio stava vivendo in primo piano la turbolenta situazione sociale e politica della Spagna, e questo romanzo non seguiva i canoni sostenuti dal franchismo.

#### El Jarama(1956)
Il secondo romanzo di Sanchez Ferlosio narra l'avventura di un gruppo di undici amici in una domenica estiva. La narrazione è in terza persona e si svolge nell'arco di sedici ore sulle rive del fiume Jarama, da cui il titolo. Durante la giornata, trascorsa dal gruppo di amici in compagnia sulle sponde del fiume, riposando e chiacchierando, avviene un incidente improvviso: l'affogamento di una ragazza nel fiume. La descrizione della sua tragica scomparsa avviene attraverso una triste poesia, incentrata sul valore dell'amicizia. Si tratta di una storia priva di azione fino al momento dell'incidente; il cambiamento del tono della narrazione imprime al racconto un'impronta realistica. L'opera consolida Ferlosio tra i grandi nomi della letteratura contemporanea e lo proietta negli ambienti letterari della seconda metà del Novecento.

### Saggi, articoli e altro
Nel 1974 Sanchez Ferlosio inizia la sua attività di saggista con Las semanas del jardín, una riflessione critica sulle tecniche narrative. Dieci anni dopo, nel 1986, pubblica le raccolte di articoli La homilía del ratón e Mientras no cambien los dioses, nada habrá cambiado e Campo de Marte. Successivamente scrive alcune raccolte di saggi, tra cui Ensayos y artículos (1992) e Vendrán más años malos y nos harán más ciegos (1993), con i quali ottiene il Premio Nacional de Ensayo e il Premio Ciutat de Barcelona nel 1994.
Negli anni successivi presenta una serie di rivisitazioni di saggi e articoli scritti tra il 1956 e il 2004, tra i quali El alma y la vergüenza (2000), La hija de la guerra y la madre de la patria (2001) e Non olet (2003).
Nel corso della sua carriera sperimenta anche la scrittura giornalistica, collaborando con riviste come El Urogallo, Claves de Razón Práctica, Cuadernos Hispanoamericanos e Revista de Occidente e con agenzie di informazione come Arriba, ABC, El País e Diario 16. Queste esperienze gli procurano ulteriori riconoscimenti, come il premio Francisco Cerecedo della Asociación de Periodistas Europeos nel 1983, il Premio Mariano de Cavia nel 2002 e il Premio Francisco Valdés nel 2003.
Nel 2007 pubblica i saggi Sobre la guerra (2007), God & Gun e Apuntes de polemología (2008), nei quali riflette sulla violenza, sulla guerra e sulla religione.
Una delle caratteristiche principali di Rafael Sánchez Ferlosio è la sua ecletticità: scrittore poliedrico e complesso, è in grado di passare da un registro realista ad uno fantastico; la sua produzione comprende anche poesie e racconti (Y el corazón, caliente, 1961; Dientes, pólvora, febrero, 1961), testi di narrativa per bambini (El huésped de las nieves, 1982; El escudo de Jotan, 1989). Nel 2005 pubblica la raccolta di racconti El Geco.

#### Convinzioni
Lo scrittore afferma di essere radicalmente laico; egli ritiene che la religione abbia influenzato eccessivamente il corso della storia. La sua scrittura è rivolta alla dimensione pubblica e mira a criticare i pregiudizi imposti della società sulle masse. Tra i bersagli polemici più frequenti dei suoi saggi e articoli si incontrano il culto del progresso al quale, secondo l'autore, sarebbero assoggettate le vite delle persone, la smania di autoaffermazione e di egemonia delle autorità statali, e l'uso della forza e delle armi come legittimazione del potere sui più deboli.

## Opere

### Romanzi
- 1951, Industrias y andanzas de Alfanhuí, Cíes
Imprese e vagabondaggi di Alfanhui, Robin, 2017, ISBN 886740993X
- 1955, El Jarama, Destino
Il Jarama, Torino, Einaudi, 1963
- 1986, El testimonio de Yarfoz, Alianza
La testimonianza di Yarfoz, Roma, Biblioteca del vascello, 1995, ISBN 88-7227-546-6

### Racconti
- 1956, Dientes, pólvora, febrero, Papeles de Son Armadans
Denti, polvere da sparo, febbraio, (2013) in Elogio del Lupo, Roma, Robin, ISBN 978-88-6740-124-6
- 1961, Y el corazón caliente, Destino
- 1982, El huésped de las nieves, Alfaguar
- 2005, El geco. Cuentos y fragmentos, Destino
- 2015, El escudo de Jotán: Cuentos reunidos, Debolsillo

### Saggi e articoli
- 1974, Las semanas del jardín, Nostromo
- 1986, Mientras no cambien los dioses, nada ha cambiado, Alianza
- 1986, Campo de Marte 1. El ejército nacional, Alianza
- 1986, La homilía del ratón, El País
- 1992, Ensayos y artículos, I y II, Destino
- 1993, Vendrán más años malos y nos harán más ciegos, Destino
Relitti, Milano, Garzanti Libri, 1994, ISBN 8811652073
- 1994, Esas Yndias equivocadas y malditas, Destino
- 2000, El alma y la vergüenza, Destino
- 2002, La hija de la guerra y la madre de la patria, Destino
- 2003, Non Olet, Destino
- 2005, Glosas castellanas y otros ensayos. Diversiones, Fondo de Cultura Económica
- 2007, Sobre la guerra, Destino
- 2008, God & Gun. Apuntes de polemología, Destino
- 2009, Guapo y sus isótopos, Destino
- 2011,Carácter y destino: ensayos y artículos escogidos, Universidad Diego Portales
Carattere e destino, Torino, Robin, 2017, ISBN 978-88-7274-060-6
- 2015, Campo de retamas. Pecios reunidos, Mondadori
- 2015, Ensayos I: Altos estudios eclesiásticos. Gramática, narración y diversiones, Debate
- 2016, Ensayos II: Gastos, disgustos y tiempo perdido, Debate
- 2016, Ensayos III: Babel contra Babel, Debate
- 2017, Ensayos IV: Qwertyuiop, Debate

## Riconoscimenti
Nel corso della sua carriera letteraria Sánchez Ferlosio ha ottenuto numerosi premi: 
- 1955, Premio Nadal con El Jarama
- 1957, Premio de la Crítica de narrativa castellana con El Jarama
- 1983, Premio de Periodismo Francisco Cerecedo per le sue posizioni a favore della libertà di espressione
- 1986, Premio Nacional de Literatura
- 1991, Premio de la Comunidad de Madrid
- 1994, Premio Nacional de Ensayo con il libro Relitti
- 1994, Premio Ciudad de Barcelona
- 2002, Premio Mariano de Cavia
- 2003, Premio Extremadura a la Creación
- 2004, Premio Cervantes
- 2009, Premio Nacional de las Letras Españolas, a riconoscimento della sua carriera proffesionale
- 2015, Medalla de Oro al mérito en las Bellas Artes
- 2017, Premio Internacional de Ensayo Caballero Bonald con il libro Ensayos III: Babel contra Babel